# Гифейсман, Шлёма Нусинович
Шлёма Ну́синович Гифе́йсман (род. 1931, Кишинёв) — молдавский и советский физик-теоретик, доктор физико-математических наук (1986), профессор.

## Биография
Окончил физико-математический факультет Кишинёвского университета в 1953 году. Диссертацию кандидата физико-математических наук по теме «Исследования по теории связанных поляронов» защитил в 1966 году под руководством Ю. Е. Перлина. Диссертацию доктора физико-математических наук по теме «Теория связанных и свободных поляронов в полупроводниках с промежуточным электрон-фононным взаимодействием» защитил в 1986 году. Работал старшим научным сотрудником в Институте прикладной физики Академии наук Молдавской ССР. Профессор кафедры теоретической физики Молдавского государственного университета.
С конца 1990-х годов жил в Хайфе (Израиль).
Основные научные труды в области физики полупроводников, магнитно-оптических эффектов, теории поляронов.
Дочь — Татьяна Шлёмовна Гифейсман (род. 1957), кандидат химических наук.

## Книги
- S. N. Ghifeisman, Iu. Gh. Malcoci. Termodinamica şi fizica statistică: Recomandaţii metodice la lecţiile practice. Partea I. Termodinamica. Chişinău: USM, 1990[7].
- S. N. Ghifeisman, Iu. Gh. Malcoci. Termodinamica şi fizica statistică: Recomandaţii metodice la lecţiile practice. Partea II. Fizica statistică clasică. Chişinău: USM, 1990.